# Amazonen-Werke
Amazonen-Werke (известна также как Amazone) — немецкая компания, производитель сельскохозяйственной и коммунальной техники. Головной завод предприятия, основанного в 1883 году Генрихом Драйером, расположен в Хасберген-Гасте, близ Оснабрюка, в Нижней Саксонии.
По состоянию на начало 2010-х годов Amazone производит широкий спектр сельхозмашин, в том числе распределители удобрений, опрыскиватели, сеялки, почвообрабатывающие орудия. 
Полное наименование компании — AMAZONE H. Dreyer GmbH & Co. KG.

## История логотипа
Логотип предприятия изображает амазонку верхом на лошади. Впервые был использован и показан публике в 1892 году. В последующие годы и десятилетия логотип получил дальнейшее развитие и было выпущено несколько пересмотренных версий. Оранжевый и зеленый цвета Amazone до сих пор представляют компанию и символизируют разные сектора производства. Для сельскохозяйственной техники используется оранжевый логотип, а сами машины и инструменты окрашены в зелёный и оранжевый цвет. Для коммунальной техники используется зелёный логотип, а сами изделия — светло-зелёные.

## История компании
Основатель компании Генрих Драйер начал свою деятельность в 1883 году с производства зерноочистительных машин, позже появились плуги, культиваторы, картофелесортировочные машины, а в 1915 году — первые распределители удобрений. С самого начала деятельности Драйер ориентировался на экспорт, и в 1906 году первые зерноочистительные машины были проданы в Чили, в город Вальпараисо. В 1942 году на рынке появились первые картофелеуборочные машины, в 1949 году — сеялки и в 1959 — распределители навоза. Успешными оказались в 1960-е годы двухдисковые распределители удобрений ZA и сеялка D4, которые позволили компании Amazone занять лидирующие позиции в данном сегменте рынка. В 1967 году стартовало производство почвообрабатывающих машин, Amazone первой разработала почвообрабатывающие орудия с приводом от ВОМ, которые могли комбинироваться с сеялкой. Затем в ассортимент были включены вибрационная борона, затем ротационный культиватор и ротационная борона. Позже, после воссоединения Германии, на рынке появились и другие пассивные почвообрабатывающие орудия.
В 2009 году Amazone начала монтаж сеялок на новом заводе в Худе, а в Текленбурге стартовало собственное производство самоходных опрыскивателей с названием Pantera. Вскоре был представлен автономный полевой робот BoniRob для проведения опытов на отдельных растениях, разработанный совместно с университетом Оснабрюка, компанией Robert Bosch GmbH и другими партнёрами.
В январе 2010 года заработал новый павильон для тестирования распределителей удобрений в Хасберген-Гасте. Благодаря этому стало возможным тестировать распределители с шириной захвата до 72 метров, а также исследовать состав и свойства новых сортов удобрений.

## Структура предприятия
Доли предприятия полностью распределены между двумя семьями Драйеров. Руководителями компании являются Кристиан Драйер и Юстус Драйер. Число сотрудников составляет около 1700, оборот в 2012 году составил около 290 млн евро. Продукция экспортируется в более чем 70 стран, доля Экспорта составляет 75 % (2010 год). Клиентами Amazone являются фермеры, машинно-тракторные станции, крупные предприятия и предприятия из смежных отраслей.

## Производственные площади
Производственные площади расположены — наряду с головным заводом в Хасберген-Гасте — в следующих местах:
- Худе под Ольденбургом
- Форбах (Франция): коммунальная техника
- Лейпциг: BBG-почвообрабатывающие орудия (ранее Rudolf Sack Leipzig)
- Лееден (город Текленбург): AmazoneTechnologieLeeden
- Самара (Россия): ЗАО Евротехника в Самаре

В Германии находятся пять представительств Amazone — в Рендсбурге, Готтине, Виннингене/Мозел, Альтхайме и Габлингене. [3]
Рынками сбыта являются Великобритания, Франция, Польша, Украина, Венгрия и Россия.

## Ассортимент продукции
Amazone производит почвообрабатывающие машины, сеялки, сеялки точного высева, распределители удобрений и опрыскиватели, а также машины для ухода за зелеными насаждениями, парковыми зонами и для зимних работ. Наряду с производством сельскохозяйственной техники Amazone разрабатывает земледельческие проекты и проводит опыты[уточнить], также компания проектирует и строит на заказ многофункциональные складские помещения.
- Новый павильон для тестирования распределителей удобрений и новых сортов удобрений
- Сеялка Amazone DMC Primera 12000
- Распределитель минеральных удобрений Amazone ZA-M 1001
- Дисковая борона Amazone Catros
- Опрыскиватель Amazone UG
- Газонокосилка Amazone 4WDi Profihopper